# Centro (Belo Horizonte)
Pour les articles homonymes, voir Centro.
Le Centro est un quartier de Belo Horizonte, la capitale du Minas Gerais, un des États fédérés du Brésil.